# Klagshamn
Klagshamn er en landsby beliggende i bydelen Limhamn-Bunkeflo, Malmø Kommune, Skåne Län, der har 2500 indbyggere(2014).
Byen udviklede sig omkring de to kalkbrud og cementbrænderiet og havde i mange år en del forskellig industri, station, skole og flere butikker. I 1938 stoppede produktionen fra kalkbruddene og industrien forsvandt gradvist. I dag er der hovedsagelig beboelse, en nærbutik samt to skoler (Klagshamnskolan og Strandskolan). Fodboldklubben IFK Klagshamn, som spiller i 2. Division Södra, er hjemmehørende i Klagshamn. Udover fodboldklubben findes der i Klagshamn en surfklub, en moderne rideskole og rekreative områder med bl.a. badestrand og lystbådehavn. 

## Navnet
"Klagshamn" kommer fra "Våstra Klagstorps Hamn" som efterhånden blev til "Klagshamn". 

## Historie
Klagshamn opstod i slutningen af 1800-tallet. Fra omkring år 1880 blev der brudt kalksten i stort omfang området, inden den tid var der kun enkelte gårde. I 1898 blev Klagshamns Cementverk AB indviet og samme år åbnedes jernbanen til nabobyen Västra Klagstorp. Banen med navnet "Västra Klagstorp-Tygelsjö Järnväg", som var koblet til "Malmö-Trelleborgs järnvägen". Indtil år 1927 blev banen brugt til både person- og godstransport, hvorefter den kun blev brugt til godstransport. I forbindelse med jernbanen fik Klagshamn egen station, denne bygning findes stadig og er i dag privatbolig. Klagshamns Cementverk AB blev senere opkøbt af Skånska Cement AB, men produktionen blev nedlagt i 1938. Sammen med kalkproduktionen opstod en del forskellig industri i Klagshamn, som forsvandt igen da cementfabrikken lukkede. 

## Klagshamn i dag
De to kalkbrud er i dag fyldt med vand og adskiller den nordlige og den sydlige del af Klagshamn. Cementfabrikken benyttes i dag til rideskole. Omkring 1990 startede den nyere udbygning af byen, med bygning af en boligforening på Bettys Väg og Månsans Väg, og siden omkring år 2000 er en del huse og lejligheder blevet opført. Grundet den tætte beliggenhed på Øresundsbroen er Klagshamn blevet vældig populær for danskere. Spor af fortiden kan bl.a. ses på vejnavnene på flere af de nyere anlagte veje, f.eks. "Johan Femmas Väg" som er opkald efter Johan Femma, som var lokomotivfører ved jernbanen. 
I 2007 blev Lillgrund vindmøllepark etableret ca. 10 km ud for Klagshamn odden og syd for Øresundsbroen. Vindmølleparken er Sveriges største og verdens tredje største, og består af 48 2,3 MW møller som forventes årligt at producere 330 GWh, hvilket svarer til elforbruget for ca. 60.000 husstande.